# رز گالیکا
رز گالیکا یا رز فرانسوی (نام علمی: Rosa gallica) علامت اختصاری G، یکی از گونه‌ها و همچنین نام یکی از گروه‌های رزهای باغی قدیمی است. ویژگی آن بزرگ بودن قطر گل آن است. بیشتر به رنگ قرمز تا صورتی پررنگ است و عطر خوبی دارد. این رز از غرب آسیا به اروپا برده شده و در حوالی پاریس برای به مصرف رسیدن در صنعت عطرسازی کشت می‌شد، به همین علت رز فرانسوی نیز نامیده می‌شود. تنها در فصل بهار گلدهی دارد. بلندی آن به ۱٫۳ متر می‌رسد.
رز گالیکا قدیمترین رزی است که از دوران باستان در اروپا جهت عطرسازی کشت می‌شود. در حدود ۱۲ سده پیش از میلاد این گل در ایران باستان جهت استفاده در مراسم مذهبی کشت می‌شده‌است. از ۴–۳ سده پیش از میلاد در آسیای صغیر و یونان کشت می‌شده‌است و از آنجا به روم صادر شده‌است. در سده ۱۳ میلادی در منطقه پروانس آلپ-کوت دازور به‌طور وسیع به هدف عطرسازی کشت می‌شده‌است. امروزه این منطقه بعد از گذشت ۶۰۰ سال به یکی از مراکز مهم تهیه عطر تبدیل شده‌است. در سدهٔ ۱۸ میلادی رز فرانسوی به‌طور گسترده‌ای در هلند کشت می‌شد و باغ‌های رز زیادی در این کشور ساخته شد.

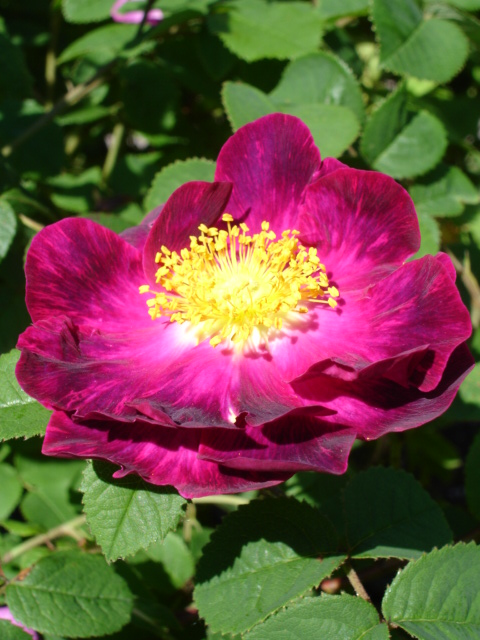
'Alain Blanchard' (Vibert 1839)
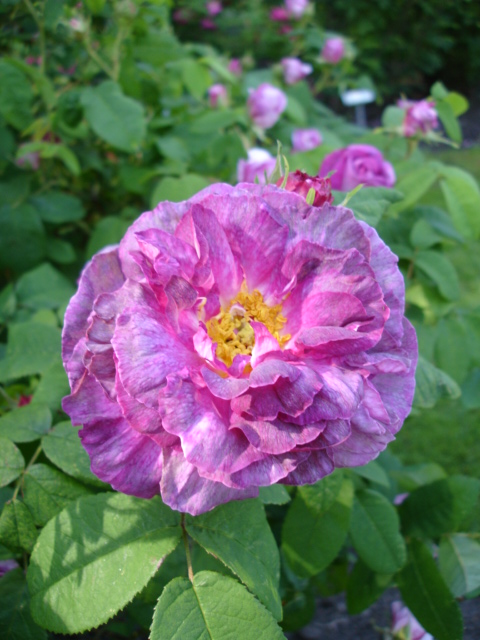
'Ornament de la Nature' (Toutain 1826)